# Nimb
Nimb (łac. nimbus, chmura) – termin stosowany w sztuce na określenie świetlistego otoku wokół głów przedstawianych na obrazie postaci boskich lub świętych; symbolizuje ich duchowe światło. Nimb może mieć kształt koła, czworoboku, krzyża wpisanego w okrąg, trójkąta lub promieni rozchodzących się wokół głowy.
Przedstawienie nimbu ma swoją genezę w epoce hellenistycznej, skąd przeniknął do sztuki chrześcijańskiej i stał się powszechny już w IV wieku. W tradycji bizantyjskiej nimby posiadały wizerunki osób panujących. W sztuce islamu z nimbem przedstawiano także osoby niebędące świętymi, zaś w hinduizmie i buddyzmie nimb oznaczał siłę duchową bogów. W malarstwie zachodnim nimb w postaci jasnego kręgu umieszczano nad głową świętego, tymczasem w ikonach prawosławnych nimb okalał i oświetlał twarz.
Kształt nimbu jest uzależniony od znaczenia osoby przedstawianej. Trójkątny występuje przy przedstawieniach Trójcy Świętej i Boga Ojca. Czworoboczny stosowano dla osób świętych i osób uznanych za święte. Z czasem zastąpiono go nimbem kolistym, figurą uważaną za doskonałą.
Nimb i aureola są często utożsamiane.
Aureola różni się od nimbu tym, że jest otokiem wokół postaci bóstwa lub świętego, podczas gdy nimb otacza głowę osoby.